# Kungariket Saguenay
Kungariket Saguenay (franska: Royaume de Saguenay, engelska: Kingdom of Saguenay) har sitt ursprung i en algonkinsk legend som franska upptäcktsresande fick höra under den franska koloniseringen av Nordamerika på 1600- och 1700-talen. Enligt indianerna skulle det i norr finnas ett kungarike med blonda män rika på guld och pälsverk. Algonkinerna kallade kungadömet "Saguenay". I modern tid har man spekulerat i att det kan ha varit en europeisk bosättning före Christofer Columbus som överlevt i algonkinernas muntliga tradition.
Dagens Saguenay, inklusive staden Saguenay (Chicoutimi-Jonquière), på Saguenayflodens båda stränder, ligger i regionen Saguenay–Lac-Saint-Jean i den kanadensiska provinsen Québec. "Kungariket Saguenay" används idag för att locka ekoturister.
Det skulle kunna vara vikingarnas Vinland eller boplats på L'Anse aux Meadows som avses. Flera föremål har återfunnits i nordöstra USA och Kanada som härrör från vikingar.